# Mechraa Safa
Mechraa Safa est une commune de la wilaya de Tiaret en Algérie.

## Géographie
Mechraa Safa se trouve à 28 km à l'ouest de Tiaret, le chef lieu de wilaya. La commune (est devenue daïra en 1992) est connue pour la présence du barrage de Bakhada qui se trouve à une dizaine de kilomètres au sud, assurant l'alimentation en eau potable et autrefois en électricité.

## Histoire
Mechraa Safa signifierait « berge limpide »[réf. nécessaire] en parler local et d'après une légende racontée par les vieilles personnes de la région. 
Sous l'administration française, la ville s'appelle, par décision du gouverneur général en 1891, Prévost-Paradol, du nom du journaliste et essayiste Lucien-Anatole Prévost-Paradol qui, dans son livre La France nouvelle (1868), préconisa de faire de l'Algérie une colonie de peuplement français. Le centre est érigé en commune de plein exercice par décret du 28 décembre 1928.
La ville voit alors l'afflux de colons européens de diverses origines[réf. nécessaire]. Ils partagent la ville en trois quartiers. Le quartier de la gare accueillait la station de chemin de fer. Il y avait une fabrique de crin dont la matière première provenait des palmiers nains (doum) présents à Elghorfa à l'ouest de la ville. Le quartier résidentiel des colons abrite les édifices de l'administration (mairie, dock, brigade de gendarmerie, caserne militaire). Entre ces deux quartiers se trouve « le communal » ainsi nommé parce qu'il a été créé à partir du lotissement communal réservé aux indigènes distribué à partir de la fin des années 1940.